# The Wrong Mr. Wright (film 1916)
The Wrong Mr. Wright è un cortometraggio muto del 1916 diretto da C. Jay Williams.

## Produzione
Il film fu prodotto dalla Vitagraph Company of America.

## Distribuzione
Distribuito dalla General Film Company, il film - un cortometraggio in una bobina - uscì nelle sale cinematografiche statunitensi il 4 febbraio 1916.